# Склифосовский, Николай Васильевич (художник)
Никола́й Васи́льевич Склифосо́вский (1870, Минск — 22 июня 1935, Ленинград) — российский и советский художник, педагог. Приверженец русской реалистической школы живописи. Значительную часть жизни был связан с Грузией, где организовал частные детские курсы рисования и живописи; последние годы провёл в Ленинграде. Учитель Зиги Валишевского.

## Биография

### Детство и юность. Москва
Николай Склифосовский родился в 1870 году в Минске в семье железнодорожника Василия Васильевича Склифосовского; был вторым ребёнком из пяти детей. Жил с родителями на Украине, затем — в Москве. После ранней смерти главы семьи все заботы о детях взяла на себя его вдова Агата Львовна.
В детстве Николай очень любил рисовать, но его матери это не нравилось. На Украине он учился в гимназии, последние классы окончил в Москве, после чего поступил на Юридический факультет Московского университета, где учился вместе с будущим оперным певцом Леонидом Собиновым. Чтобы помочь семье, занимался репетиторством, но при этом продолжал рисовать. Вместе с Собиновым принимал участие в студенческих музыкальных вечерах; играл на флейте в университетском симфоническом оркестре.
Несмотря на материальные трудности в семье, все сёстры и братья Склифосовского получили музыкальное образование, а одна из сестёр, Елена, окончила Московскую консерваторию с золотой медалью. Другая сестра, Евгения, став зубным врачом, пела оперные партии и дружила с певицей Антониной Неждановой и её мужем дирижёром Николаем Головановым.
Студентом Н. В. Склифосовский посещал художественные выставки, на одной из которых познакомился с художником Б. А. Фогелем, который вскоре женился на сестре Склифосовского Елене, и их дружба и родство продолжались долгие годы.

### Переезд в Грузию, начало педагогической деятельности
По окончании университета Борис Фогель уехал в Париж, а затем сдавал экзамены в Петербургскую Академию художеств. Дипломные работы Фогель писал в Батуме и пригласил в Грузию и Николая Склифосовского. Некоторое время Склифосовский жил в Тифлисе на квартире Фогеля, где познакомился со своей будущей женой Лидией Григорьевной Бажановой. Бажанова дружила с матерью Бориса Фогеля, жила на квартире Фогелей и учительствовала в Тифлисской школе для глухонемых. В 1895 году Николай Склифосовский и Лидия Бажанова поженились. К этому времени Склифосовский начал работать учителем рисования в 1-й Тифлисской мужской гимназии.
Во время Русско-японской войны Николай Склифосовский был призван в армию в Елизаветполь. После демобилизации в 1905 году он переехал в Батум, где жил с семьёй на улице Тифлисской. В Батуме он преподавал рисование в женской гимназии и на своей квартире организовал свою первую художественную школу для детей с достаточным инвентарём и живым уголком для рисования с натуры. В школе училось около тридцати детей от восьми лет и старше.
В Батуме Николай Склифосовский сдружился с местными художниками Дмитрием Пахомовым и Валерианом Илюшиным, которые также занимались детскими художественными школами и организацией выставок детских работ. В 1907 году в батумской школе Склифосовского начал заниматься десятилетний Зига Валишевский, семье которого Николай Склифосовский оказывал и материальную помощь. Когда художнику предложили место преподавателя рисования во 2-й Тифлисской женской гимназии, он в 1909 году помог перебраться в Тифлис и своему ученику. В Батуме, до переезда Склифосовского в Тифлис, умерла его жена Лидия Бажанова; четверо их детей остались на нём.

### Курсы рисования и живописи в Тифлисе
1 сентября 1911 года Николаю Склифосовскому разрешили открыть в Тифлисе частные Курсы рисования и живописи, которые размещались на улице Елизаветинской (ныне — Цинамдзгвришвили), д. 77, на третьем этаже, где жил и сам художник; впоследствии курсы переехали в д. 79.
На курсах Склифосовского было три комнаты: кабинет-канцелярия, элементарный класс и головной класс. Среди оборудования были специально заказанные столики, табуретки, мольберты и т. п. Работали три класса: элементарный, живописный и головной. Как и в Батуме, Склифосовский делал упор на живую натуру и держал на курсах живой уголок. Краски выписывались из Москвы, Лондона и Берлина, кисти — из Дрездена, бумага и уголь — из Парижа. Большинство учащихся занималось бесплатно. Чтобы пополнить кассу курсов, Склифосовский писал, часто ночами, картины и иконы на заказ.
Занятия на курсах проводились ежедневно, кроме воскресенья, с 18.00 до 21.00; учащиеся элементарного класса заканчивали занятия раньше. Живопись преподавали Николай Склифосовский и Борис Фогель, основы декоративно-прикладного искусства — воспитанница Строгановского училища Антонина Павловна Карикова, каллиграфию и шрифты — Иржи Гавелка, скульптуру — Борис Григорьевич Шебуев. Материальная и административная ответственность полностью лежала на Склифосовском. Его душевная мягкость, деликатность и доброжелательность создавали в школе соответствующую атмосферу. Во внеучебное время проводились концерты с участием жены Бориса Фогеля (сестры Николая Склифосовского), виолончелиста Богумила Сикоры и самого Склифосовского. Практиковались загородные прогулки, на которых ученики рисовали с натуры.
Склифосовский работал почти непрерывно — урывками писал картины, преподавал во 2-й женской гимназии, вечером — на курсах; занимался вопросами оборудования, финансирования, устройством выставок ученических работ; выступал с докладами о преподавании рисования в гимназиях и школах. Он находил время и для своих четырёх детей, которые учились на курсах своего отца. Одна из четырёх, старшая дочь Саломея, впоследствии стала живописцем и театральным художником. Младшая дочь Елена стала преподавателем рисования. Двое сыновей, выбрав другие профессии, были связаны с миром искусства.

### Первая мировая война, Октябрьский переворот
В 1914 году, с началом Первой мировой войны, курсы Склифосовского прекратили существование. Сам Склифосовский был мобилизован на Кавказский фронт, затем переведён в Елизаветполь, где служил начальником хозяйственной части и был казначеем полка. После Октябрьского переворота он вместе с детьми, приехавшими к нему на каникулы, ещё полгода был вынужден оставаться в Елизаветполе. После возвращения в Тифлис Склифосовский со своими детьми некоторое время жил в помещении 2-й женской гимназии, а после присоединения к семье его матери и сестры Евгении они сообща купили дом на Михайловском проспекте.
Склифосовский преподавал рисование в железнодорожной школе; доход семьи позволил детям поступить в высшие учебные заведения. В 1918—1921 годах художник преподавал рисование в художественной школе Кавказского Общества поощрения изящных искусств и вёл занятия по переподготовке школьных учителей рисования. В 1921—1925 годах Николай Склифосовский преподавал в художественном институте при Армейском клубе военных знаний, в 5-й железнодорожной школе и во вновь созданной Академии художеств в Тифлисе. В Академии вместе с ним работали Георгий Габашвили, Яков Николадзе, Егише Татевосян, Оскар Шмерлинг, Борис Фогель.

### Переезд в Ленинград
В 1925 году Николай Склифосовский переехал в Ленинград, взяв с собой из Тифлиса вдову Энесблат с четырьмя маленькими дочерьми, к которым он проникся сочувствием и помогал в течение многих лет. Все четыре получили впоследствии высшее образование, а три девочки стали художницами.
Осенью 1930 года Склифосовский по призыву органов народного просвещения в числе других учителей уехал в посёлок Слюдянку возле Байкала. Некоторые местные учителя отнеслись к нему с недоверием и недоброжелательством; ученики кидали в спину мел. Но когда спустя два года он возвращался в Ленинград, его просили остаться, а многие дети плакали.
Умер 22 июня 1935 года в Ленинграде от рака желудка. Архив художника погиб во время блокады Ленинграда во Второй мировой войне. Некоторые произведения Склифосовского хранятся в фондах Государственного музея искусств Грузии.

## Творчество
По свидетельству Бориса Фогеля, Николай Склифосовский учился у художника-акварелиста Льва Скадовского, специализировавшегося на жанровых сценах. В дальнейшем Склифосовский пользовался советами и указаниями известного автора жанровых и батальных картин Алексея Кившенко. По предположению искусствоведа Ирины Дзуцовой, Николай Склифосовский мог посещать мастерскую батальной живописи Кившенко, существовавшую с 1894 года.
Склифосовский был убеждённым последователем русской реалистической школы и ориентировался на творчество Валентина Серова, Ильи Репина, Исаака Левитана. Ирина Дзуцова пишет, что «творческая манера художника не претерпевала значительных, этапных изменений. В работах ощущается добрый взгляд художника на мир, спокойная, углублённая мечтательность. В некоторых своих пейзажах Н. Склифосовский как бы добивается утверждения неразрывной связи реализма с романтизмом; стремится раскрыть смысл повседневности, показать людей и природу в скромной, непритязательной красоте».